# Mt. Lambert
Mt. Lambert es una localidad de Trinidad y Tobago, que forma parte de la región de San Juan-Laventille.

## Geografía
La localidad abarca parte de la isla Trinidad y limita al norte con Petit Bourg, Mt. Hope, Mount d'Or y Champ Fleurs, al sur con Bamboo Grove, al este con Eric Williams Medical Complex y Valsayn (ambas localidades pertenecientes a la región de Tunapuna-Piarco) y al oeste con Aranguez.

## Demografía
Datos demográficos de la localidad de Mt. Lambert:
| Gráfica de evolución demográfica de Mt. Lambert entre 2000 y 2011 |
|                                                                   |